# スウェーデン語
スウェーデン語（スウェーデンご、svenska [ˈsvɛnːˈska] ( 音声ファイル)）は、インド・ヨーロッパ語族ゲルマン語派北ゲルマン語群東スカンジナビア諸語に属する言語である。主にスウェーデンで使用される。
長らくスウェーデンに支配されていたフィンランドでも国語としてフィンランド語と併用されている。ただし、公的表記はほとんど両語併記されるが、フィンランドでのスウェーデン語話者（スウェーデン語系フィンランド人）は6%。同じ古ノルド語にはデンマーク語やノルウェー語も属する。この古ノルド3語の言語は、違いはあるものの非常に近く、それぞれの話者は他の言語をことさら学習していなくてもある程度理解できる。
ウクライナのヘルソン州（クリミア半島の北）にあるGammalsvenskby（「古いスウェーデン語の村」の意）には、エストニア沖の島々からロシア帝国によって18世紀初頭に強制移住させられた人々の子孫が住むが、ウクライナ語やロシア語に押されてスウェーデン語を話す者は減りつつある。

## 歴史
8世紀、スカンジナビア地方のゲルマン語（原ノルド語）から古ノルド語が成立した。次いで東西2つの良く似た方言、古西ノルド語（ノルウェーおよびアイスランド）と古東ノルド語（デンマークおよびスウェーデン）に分かれた。12世紀初めごろから、デンマークとスウェーデンの方言が分かれ始め、13世紀にはほぼ確立したと考えられる。
もともとルーン文字で書かれていたが、キリスト教化にともなってラテン文字で書かれるようになり、またギリシャ語とラテン語からの大量の借用語がもたらされた。13世紀末から14世紀にかけてハンザ同盟が勢力を増し、中期低地ドイツ語（低ザクセン語）の影響を受ける。4格3性あった名詞の語形変化は、16世紀までに現在の2格2性に単純化した。
共通語・標準語としてのスウェーデン語が通用するようになったのは20世紀のことである。1906年の改綴によりほぼ一貫した正書法が確立した。1960年代にdu-reformenと呼ばれる2人称代名詞にまつわる改革があった。

## 音素

### 母音
a, e, i, o, u, y, å, ä, ö の9文字。この内、 a, o, u, å を硬母音、 e, i, y, ä, ö を軟母音と呼ぶ。これらは後述する発音の際に重要になってくる事柄なので注意。

標準スウェーデン語の母音音素

スウェーデン語には、18の母音があり長母音、短母音それぞれ9つずつある。

### 子音
子音音素は18あり、そのうち/ɧ/と/r/は話者によって発音が変わる場合がある。また、多くの場合、/r/に連続する子音は、そり舌音化する。
|        |        | 両唇 | 歯 歯茎 | そり舌 | 硬口蓋 | 軟口蓋 | 声門 |
| ------ | ------ | ---- | ------- | ------ | ------ | ------ | ---- |
| 鼻     | 鼻     | m    | n       | (ɳ)    |        | ŋ      |      |
| 破裂   | 無声   | p    | t       | (ʈ)    |        | k      |      |
| 破裂   | 有声   | b    | d       | (ɖ)    |        | ɡ      |      |
| 摩擦   | 無声   | f    | s       | (ʂ)    | ɕ      | ɧ      | h    |
| 摩擦   | 有声   | v    | l̪       |        | j      |        |      |
| ふるえ | ふるえ |      | r       |        |        |        |      |

### 発音上の要注意点
全般的に、強弱アクセントのほかに、2種類の高低アクセントをとる単語が多いという事には注意しておく必要がある。その上で、以下に示すようなスウェーデン語に特異的な要注意点がある。
1. g : g の後にアクセントのある軟母音をとる場合は [j] 、 g の後に硬母音をとる場合は [g] となる。
Göteborg /'jøːtːeborj/ （イェーテボーリィェ、イェーテボーリィ[2]）：イェーテボーリィ（都市名）
gå　/ɡoː/ （ゴーァ、ゴー[3]）：行く
2. k : k の後にアクセントのある軟母音をとる場合は [ç] または [ɕ] 、 k の硬母音をとる場合は [k] となる。
kyss /'çʏs/  （シュス[4]）：キス
katt /'kat/  （キャッツ[5]）：猫（ねこ）
3. sk : sk の後にアクセントのある軟母音をとる場合は [ɧ] 、sk の後に硬母音をとる場合は [sk] となる。
sked /ɧeːd/（フエード[6]）：スプーン
Skåne /skoːnɛ/（スケオーネ、スコーネ[7]）：スケオーネ（スコーネ）（地方名）
4. skt : skt の場合の k は黙字となる。
dramatiskt /dramɑː'tɪst/（ドゥラマーティスッ[8]）：ドラマティックな
5. 語末の -rg/-lg は [-rj] 、 [-lj] となる。
berg /'bæɾj/ （（ berg 単独の時）バリィァ、バリィ、バリ、（ berg が単独でない時）バイ[9]）：en:wikt:mountain(s), 山
6. 語頭に dj、gj、hj、lj がある場合、j のみを読む。
djup /'jʉːp/（ユープ[10]）：en:wikt:deep, 深い　
hjul /'jʉːl/（ユール[11]）：en:wikt:wheels, 車輪
7. r + { d, l, n, s, t }（rd、rl、rn、rs、rt）の場合、 r が舌子音に同化し、そり舌音になる。
pärla /'pæːɭa/（パアラッ[12]）: en:wikt:pearl(sg.), 真珠
Anders /'andæʂ/（アンダアッシュ、アンダッシュ[13]）: 英語の en:Andrew に相当する人名
8. -tion, -sion, -xion が語尾の場合、ti, si の部分は [ɧ] （まれに[tɧ]）、xiの部分は [kɧ] と発音する。
lektion /lɛk'ɧuːn/（レクフウヌ[14]）：en:wikt:lesson、授業
passion /pa'ɧuːn/（パフーン[15]）：en:wikt:passion、熱意
reflexion /rɛflɛk'ɧuːn/（レフレクフーン[16]）：en:wikt:reflection、反射
nation /nat'ɧuːn/（ナトフーン[17]）：en:wikt:nation、国家

## 文法

### 名詞
名詞には共性名詞（両性名詞）と中性名詞の二種類がある。かつては共性名詞は男性名詞と女性名詞に分別されていたが、現在は共性名詞（汎性 lt. genus utrum とも）に統一されている。共性名詞は不定冠詞 en, 定冠詞 den, 中性名詞は不定冠詞 ett, 定冠詞 det をとる。また形容詞の変化などにも影響を及ぼすので学習の際は重要である。
複数形は次の5タイプに大別される。
1. 単数不定形が-aで終わる共性名詞⇒複数語尾は -or
例）en flicka（少女）：flickor
2. 一音節語の共性名詞及び -el/-en/-er/-ing/-dom で終わる中性名詞⇒複数語尾は -ar
例）en stol（椅子）：stolar
3. ラテン系外来語の多く⇒複数語尾は -(e)r
例）en familj（家族）：familjer
4. 最終母音にアクセントの無い中性名詞⇒複数語尾は -n
例）ett äpple（りんご）：äpplen
5. 子音で終わる中性名詞⇒単複同形
例）ett golv（床）⇒golv

他の欧州言語では一般的に名詞の前に付される定冠詞（en.the, fr.le/la, de.der/die/das など）は、スウェーデン語では名詞の語尾として現れる。基本的には不定冠詞がそのまま名詞の語尾に付されることで定型を作るが、その方法は以下の通りである。
1. 共性名詞で語尾が子音⇒不定冠詞 en をそのまま語尾に付す（語尾 -en）
例）en bil（自動車）：bilen
2. 共性名詞で語尾が母音⇒不定冠詞 en の "e" が脱落して語尾に付される（語尾 -n）
例）en flicka（少女）：flickan
3. 中性名詞で語尾が子音⇒不定冠詞 ett の "t" が一つ脱落して語尾に付される（語尾 -et）
例）ett hus（家）：huset
4. 中性名詞で語尾が母音⇒不定冠詞 ett の "et" が脱落して語尾に付される（語尾 -t）
例）ett äpple（りんご）：äpplet

所有格は名詞の語尾に -s を付して作る。ただし、-s、-x、-z の場合はつける必要はない。
例）fader：faders（父の）、Lars：Lars（ラーシュの）　※ただしアポストロフィーを付してLars'としてもよい。
かつては与格と対格が存在したが、主格と同型となり、失われた。

### 動詞
他のヨーロッパ言語にあるような人称に関しての活用はスウェーデン語には存在しない。かつては存在したが、現代スウェーデン語においては消滅している。時制体系は現代英語に近いが、差異もある。以下に規則動詞の4つのタイプの時制変化を示す。
- タイプ1:語幹が -a で終わるもの
例）tala（話す）：現在形 talar ・過去形 talade ・完了分詞 ha talat ・過去分詞 talad
- タイプ2:語幹が子音で終わるもの
  - タイプ2-1:語幹が有声子音で終わるもの
例）stänga（閉める）：現在形 stänger ・過去形 stängde ・完了分詞 ha stängt ・過去分詞 stängd
  - タイプ2-2:語幹が無声子音で終わるもの
例）köpa（買う）：現在形 köper ・過去形 köpte ・完了分詞 ha köpt ・過去分詞 köpt
- タイプ3:-a以外の母音で終わるもの
例）sy（縫う）：現在形 syr ・過去形 sydde ・完了分詞 ha sytt ・過去分詞 sydd

## 方言
話者人口こそ少ないが、話されている地域の面積の大きさにより、方言は多様である。非話者が聞いても明らかに違いが聞き取れる方言として、スコーネ方言、スウェーデン系フィンランド人が話すフィンスウェーデン語が挙げられる。また、ゴットランド語もスウェーデン語の方言として扱われることがある。ノルウェー寄りの地域、ダーラナ地方、ノールボッテン地方などにも差異が見られる。